# 다닐로 담브로시오
다닐로 담브로시오(이탈리아어: Danilo D'Ambrosio, 1988년 9월 9일 ~)는 이탈리아의 축구 선수이다. 현재 세리에 A의 몬차에서 뛰고 있다.